# Victor Van Puijenbroeck
Victor Van Puijenbroeck (bijnaam "De Vic") (Antwerpen, 12 september 1932- aldaar, 16 april 1996) was een Belgisch gitarist en luitist.
Hij was zoon van kunstschilder en instrumentenbouwer Gregoor Van Puijenbroeck (1906-1982); zijn moeder gaf hem zijn eerste pianolessen. Broer Jan Van Puijenbroeck bespeelde de contrabas. Victor trouwde met pianiste Monique.
Hij werd echter opgeleid tot violist aan het Koninklijk Vlaams Conservatorium in zijn geboortestad. Hij haalde er een eerste prijs in (1952) net zoals bij kamermuziek (1955). Hij ging daarna als violist aan de slag bij diverse orkesten, onder andere in het orkest van de Vlaamse Opera. Hij stapte onder invloed van Andres Segovia over op gitaar en nam lessen bij Frans De Groodt, Nicolas Alfonso en Narciso Yepes. Dit vulde hij aan met les op de luit bij Walter Gerwig (seizoen 1958-1959). Dit mondde uit in een docentschap gitaar te Oostende (1961), het Stedelijke Muziekconservatorium Mechelen (vanaf 1962), muziekacademie Lier (vanaf 1963), Vlaams conservatorium (vanaf 1965; hij was er de eerste gitaardocent) en Rijksmuziekacademie in Antwerpen (vanaf 1970). Als luitist en bespeler van instrumenten gemaakt door Jacob Van der Geest,  was hij verbonden aan Consortium Antiquum. Als docent leverde hij een hele rij luitisten af, te noemen zijn Greet Schamp, Nadine Duymelinck, Raphaella Smits, Godelieve Monden, Guy Cuyvers, Yves Storms en Jan De Preter.
Hij speelde vanuit het standaardrepertoire voor gitaar het Concierto de Aranjuez van Joaquin Rodrigo meerdere keren, maar voerde ook werken van Raymond Baervoets en Emanuel Adriaensen uit. Van hem zijn ook transcripties bekend van oude gitaar- en/of luitmuziek.
Van zijn hand verscheen ook het boek: Gitaarspeelboek.